# Де ти поділась, Бернадетт?
«Де ти поділась, Бернадетт?» (англ. Where'd You Go, Bernadette) — американська детективна драмедія режисера Річарда Лінклейтера, знята за сценарієм Лінклейтера, Голлі Гент, Вінсента Палмо молодшого, Майкла Г. Вебера та Скотта і Скотт Нойштедтера. Стрічка заснована на однойменному романі Марії Семпл. У фільмі знімались Кейт Бланшетт, Біллі Крудап, Крістен Віг, Емма Нельсон, Джеймс Урбаняк, Джуді Грір, Троян Беллісаріо, Зої Чао і Лоренс Фішберн.

## У ролях
| Актор            | Роль            |
| ---------------- | --------------- |
| Кейт Бланшетт    | Бернадетт Фокс  |
| Біллі Крудап     | Елджи Бренч     |
| Емма Нельсон     | КлеБі Бренчр    |
| Крістен Віг      | Одрі Гріффін    |
| Джеймс Урбаняк   | Маркус Стренг   |
| Джуді Грір       | лікар Курц      |
| Троян Беллісаріо | Беккі           |
| Зої Чао          | Су-Лін Лі-Сегал |
| Клаудія Думіт    | Айріс           |
| Девід Пеймер     | Джей Росс       |
| Лоренс Фішберн   | Пол Джеллінек   |

## Створення фільму

### Виробництво
У січні 2013 року Annapurna Pictures і Color Force придбали права на кіноадаптацію роману, до написання сценарію залучили Скотта Нойштедтер і Майкла Г. Вебера; Semple, Браян Анклесс, Тед Шиппер стали виконавчими продюсерами. У лютому 2015 року Річард Лінклейтер став режисером стрічки. У листопаді 2015 року Кейт Бланшетт приєдналася до акторського складу. У квітні 2016 року було оголошено, що Голлі Гент і Вінс Палмо були залучені як сценаристи.
У березні 2017 року оголосили, що Крістен Віг отримала роль у фільмі. У травні 2017 року Біллі Крудап приєднався до акторського складу. У червні 2017 року до них приєднались Джуді Грір, Джеймс Урбаняк і Лоренс Фішберн. У липні 2017 року Троян Беллісаріо отримав роль. Грем Рейнольдс став композитором стрічки. У червні 2018 року Емма Нельсон приєдналася до зйомок.

### Зйомки
Основні зйомки почалися 10 липня 2017 року.

## Випуск
Спочатку планувалося, що фільм вийде 11 травня 2018 року, пізніше реліз був перенесений на 19 жовтня 2018 року. Згодом назвали нову дату 22 березня 2019 року, потім знову перенесли на 9 серпня 2019 року і ще раз на 16 серпня 2019 року.